# British Factory
British Factory (även The British Factory and Poor Box) är  en sammanslutning för brittiska medborgare i Göteborg och senare även svenskar av brittisk härkomst. Föreningens uppgift var att hjälpa varandra och britter som tillfälligt var i Sverige och i behov av ekonomiskt stöd, numera ansvarar den för underhållet av Saint Andrew's Church, genom att förvalta donationer som skänkts av grundarna för detta ändamål. Den hade sin bakgrund i British Poor Box, en hjälpkassa som bildats i Göteborg på 1600-talet och som förvaltades av brittiska (skotska) köpmän som invandrat till Göteborg. Kassan finansierades genom en avgift på brittiska fartyg som anlöpte Göteborg.
Verksamheten utvecklade sig alltmer till att upprätthålla den engelska gudstjänsten, samt att förvalta befintliga donationsfonder. Ett hus hyrdes på Smedjegatan 7 för att hålla gudstjänster och senare uppfördes Engelska kyrkan, Saint Andrew's Church. Medlemmarna av British Poorbox ansågs utgöra Engelska församlingen i Göteborgs kyrkoråd. 1926 antogs stadgarna för "Engelska församlingen i Göteborg", vilka därmed fastställde det inbördes förhållandet mellan British Poorbox och församlingen. Medlemmarna utgörs numera av personer av (helst) brittisk härkomst, några från grundarnas släkter, och väljs in på rekommendation.
Fler framträdande personer i Göteborgs historia var aktiva i föreningen: William  Chalmers, John Hall, James Dickson, George Seaton, William Gibson, George Douglas Kennedy, James Thorburn, David Carnegie, Alexander Keiller, John West Wilson, Axel Calvert och John Nonnen.